# Tobarra
Tobarra là một đô thị ở tỉnh Albacete nằm ở cộng đồng tự trị Castile-La Mancha của Tây Ban Nha. Đô thị Tobarra có diện tích là 324,96 ki-lô-mét vuông, dân số năm 2009 là 8207 người với mật độ 20,26 người/km². Đô thị Tobarra có cự ly 50 km so với tỉnh lỵ Albacete.